# フレア操作

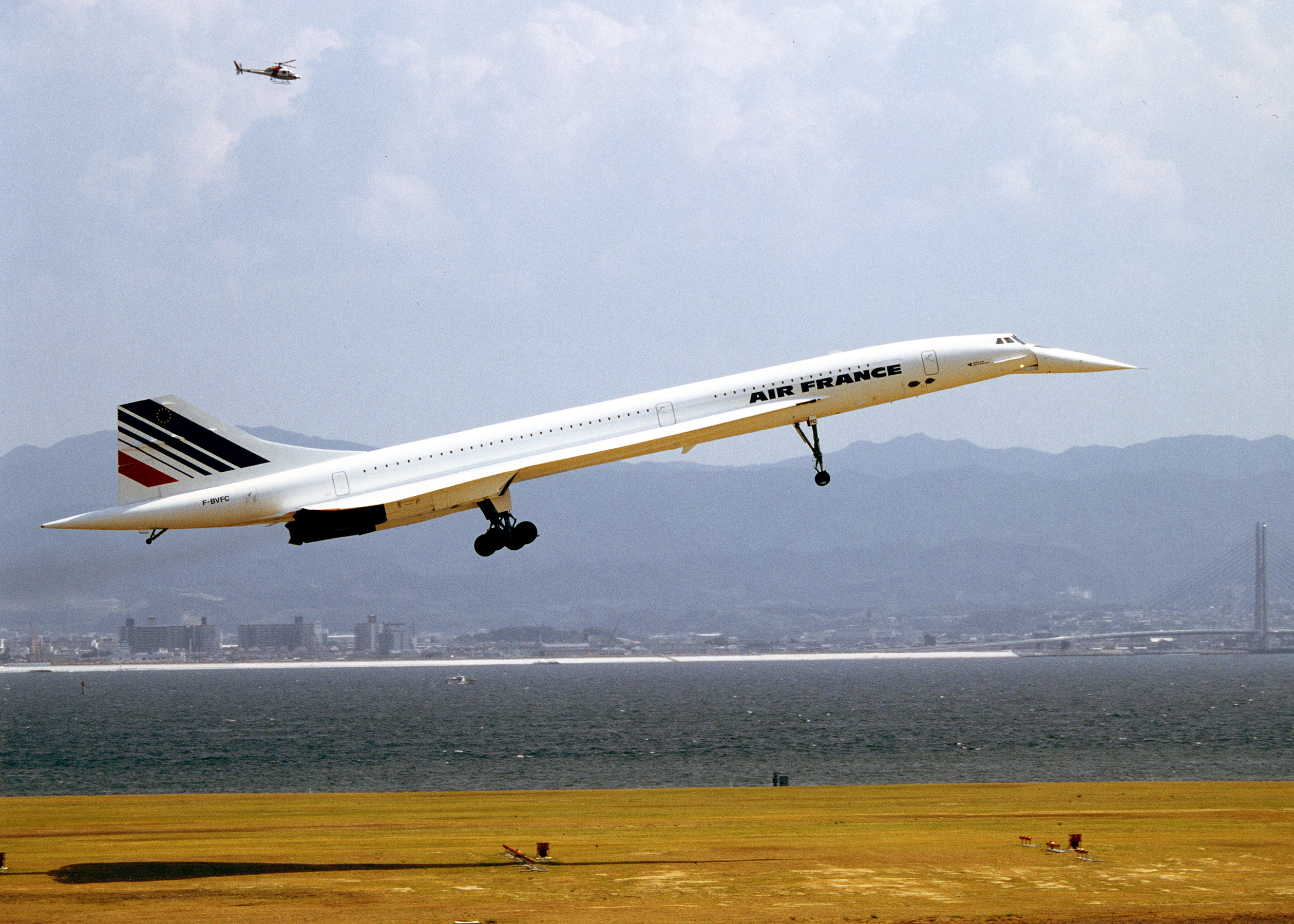
フレア操作を取ったコンコルド

フレア操作(フレアそうさ、ラウンドアウト とも)は、航空機が着陸の直前に行う機首を上げる操作である。

## 概要

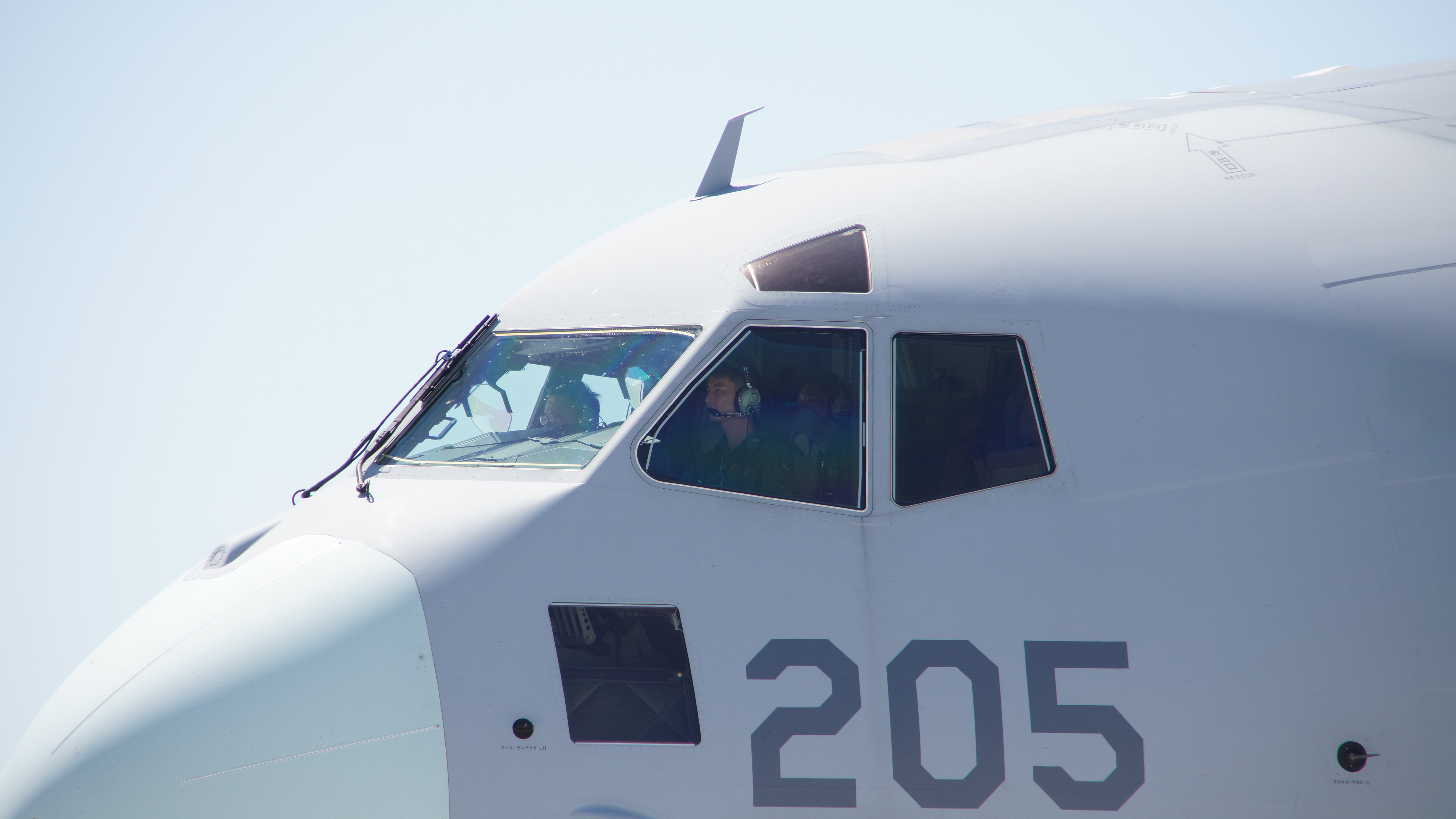
視界確保のために設置された窓。(C-2)

フレア操作は接地の直前に行われ、機首を上げることによって着陸の衝撃を和らげる(いわゆるソフトランディング)効果がある。フレア操作が不適切だと、機体に大きな衝撃がかかり、揺れや機体の破損につながることもある（ハードランディング）。
一般的な航空機では、主脚(後ろのギア)から接地する。グライダーなどの場合は、機体を水平にする操作が行われる。機種によってはフレア操作の際に滑走路が見えなくなることもあり、そのような機種では操縦席の足元に窓を設置して視界を確保する場合もある。
なお着陸のための降下時は機首下げ姿勢となるが、着陸直前までその姿勢を保つことが必要な機種もあり、接地直前に急速にフレア操作を行うこととなり、操縦士にとって難度が高い。
オートパイロットを利用してフレア操作の自動化が実現しておりボーイング737-800型機では「リタード フレア モード (Retard Flare Mode)」として搭載されている。